# Angry Video Game Nerd: The Movie
Angry Video Game Nerd: The Movie (abreviado como AVGN: The Movie) es una película de comedia de aventura y ciencia ficción independiente estadounidense de 2014 escrita y dirigida por James Rolfe y Kevin Finn. Se basa en la serie web del mismo nombre, también creada por Rolfe, con él mismo como personaje principal .
La historia se centra en la entonces leyenda urbana del entierro masivo de millones de copias del videojuego E.T. the Extra-Terrestrial de Atari 2600 de 1982, proclamado como el "peor videojuego de todos los tiempos". Después de negarse durante mucho tiempo a abordar el juego en su serie web, el Nerd sucumbe a la presión de los fanáticos para revisar el videojuego, y se embarca en una búsqueda para demostrar que no hay nada enterrado allí. Sin embargo, la tripulación es perseguida por las autoridades federales, lideradas por el villano General Dark Onward, quien cree que está investigando el Área 51 y el accidente de un objeto volador no identificado.
La película se estrenó el 21 de julio de 2014 en el Teatro Egipcio de Grauman en Hollywood, seguida de un estreno limitado en los cines durante julio y agosto en los Estados Unidos. La película se estrenó en línea a través de video bajo demanda el 2 de septiembre de 2014. La versión Blu-ray de la película se lanzó el 14 de diciembre de 2014 a través de Amazon.com, y la versión en DVD se lanzó el 13 de mayo de 2015. El presupuesto de la película de más de US$325,500 provino en su totalidad de la financiación colectiva de Internet. Recibió críticas mixtas de los críticos, muchos elogiaron la banda sonora, los efectos visuales, las actuaciones y la fidelidad a la serie web, pero criticaron la historia, el ritmo y la duración.

## Argumento
En 1983, 2 millones de copias del "peor videojuego de todos los tiempos", E.T. para Atari 2600, se arrojan a un vertedero en las afueras de Alamogordo, Nuevo México. En la actualidad, la ejecutiva de juegos Mandi (Sarah Glendening) de Cockburn Industries, Inc. propone a sus jefes crear una secuela intencionalmente mala, EeeTee 2 . Gracias a la popularidad y el éxito de Angry Video Game Nerd, las ventas de videojuegos mal hechos han aumentado drásticamente, y una revisión de EeeTee 2 por parte de Nerd impulsaría a sus fanáticos a comprar el juego.
El Nerd (James Rolfe) y su compañero Cooper Folly (Jeremy Suarez) están trabajando en una reseña de un videojuego. El Nerd se ha desanimado a lo largo de los años, ya que sus fanáticos continúan comprando y jugando los juegos que revisa y advierte a las personas que se mantengan alejadas. Además de esto, el Nerd debe promocionar y vender videojuegos malos como parte de su trabajo en GameCops. Cuando descubre el marketing de EeeTee 2, sus fanáticos lo alientan a revisar ET, algo a lo que se ha enfrentado durante años porque el juego lo marcó cuando era niño. Después de pensarlo un poco, Nerd decide ir a Alamogordo para desacreditar la teoría de la conspiración que rodea a los cartuchos enterrados y promete revisar el juego si la teoría resulta ser cierta. Lo acompañan Cooper y Mandi, y el viaje está completamente financiado por Cockburn Industries.
Mientras filmaba su expedición, Cooper revela que cree en un súper ser conocido como Death Mwauthzyx, que tiene el poder de destruir toda existencia. El sargento McButter (Helena Barrett) y el general sin piernas Dark Onward (Stephen Mendel), pensando que el trío está buscando extraterrestres, intentan capturarlos. Onward accidentalmente le arranca el brazo derecho con una granada, lo que le da al trío tiempo suficiente para escapar.
The Nerd, Cooper y Mandi buscan respuestas al creador de E.T, Howard Scott Warshaw. En cambio, se topan con la casa del Dr. Zandor (Time Winters), quien les dice que niveles de E.T. es un mapa exacto del Área 51. El Dr. Zandor le dio el código a Warshaw para ayudarlo a cumplir con el plazo de cinco semanas que Atari fijó para finalización de E.T. y para vengarse del gobierno por secuestrar y mantener como rehén a un extraterrestre que intentaba liberar. El gobierno ordenó el entierro de los cartuchos, mientras que Zandor escapó con el material metálico que el Área 51 estaba investigando en ese momento en un intento de volver a montar la nave espacial del extraterrestre, reemplazándola con papel de aluminio. Mandi es capturada por McButter mientras deambulaba fuera de la casa. El Nerd y Cooper, creyendo que es una agente doble, no la persiguen.
Volviendo al sitio de Alamogordo, Nerd y Cooper descubren una gran multitud de fanes y al director de Cockburn Industries promocionando el lanzamiento de ET 2 con la promesa de sacar una copia del ET original del sitio. El Nerd les dice a sus fanáticos que no hay cartuchos enterrados allí, pero el propio Warshaw aparece y les dice a los fanáticos lo contrario. Molesto, el Nerd irrumpe en el Área 51 disfrazado de extraterrestre. Es capturado y el General Onward intenta obligarlo a jugar E.T. Onward lanza un misil al Monte Fuji, la base del logotipo de Atari, y al salir de la habitación, le cortan el brazo izquierdo en la puerta. Durante la cuenta regresiva del lanzamiento, un extraterrestre parecido al de ET agarra al Nerd y lo lleva a un lugar seguro.
La destrucción del monte Fuji libera a Death Mwauthzyx, que estaba atrapado dentro de la montaña. Mientras tanto, Mandi mantiene a McButter alejado de la ubicación de Nerd y Cooper, lo que eventualmente los lleva a una confrontación en la Torre Eiffel en Las Vegas.
El Nerd y el alienígena escapan en un avión de combate similar al del videojuego NES Top Gun, mientras que el alienígena revela que Death Mwauthzyx puede destruir toda la existencia girando la antena parabólica sobre su cabeza. Cooper es capturado por Death Mwauthzyx y llevado a Las Vegas, donde Mandi tira a McButter de la Torre Eiffel hasta su muerte. Mandi también es capturada por Death Mwauthzyx. Nerd y Alien aterrizan en el sitio de Alamogordo, donde un Dr. Zandor capturado les grita que escondió el metal de la nave espacial del alienígena dentro de los millones de cartuchos de juegos E.T. Alien convoca a cada copia del juego para formar la nave espacial. Nerd y Alien se van a Las Vegas para detener a Death Mwauthzyx. El general sin extremidades Onward muere cuando intenta detenerlos.
El Nerd dispara un láser a la antena parabólica de Death Mwauthzyx, y el láser rebota en su interior antes de ser disparado al espacio donde aparentemente se encuentra con muchos misterios del universo, y de alguna manera regresa para golpear la antena parabólica nuevamente. Posteriormente, Death Mwauthzyx se pone un par de gafas y nariz de Groucho Marx, se ríe y se va volando de la Tierra. Regresan al sitio de Alamogordo y se reúnen con el Dr. Zandor y los fanáticos de Nerd. Cooper y Mandi comparten un beso, y luego el Nerd revisa E.T. 2 . Luego, el Nerd finalmente revisa el Atari 2600 E.T. original durante los créditos finales para sus fanáticos, luego entrega un mensaje sincero sobre los juegos clásicos y los juegos no tan clásicos, antes de que Alien se vaya para siempre.

## Reparto
- James Rolfe como El Nerd
- Jeremy Suárez como Cooper
- Sarah Glendening como Mandi
- Stephen Mendel como General Dark Onward
- Helena Barrett como Sargento McButter
- Inviernos en el tiempo como Dr. Zandor
- Bobby Charles Reed como Bernie Cockburn
- Eddie Pepitone como Sr. Swann
- Robbie Rist como Alien (voz)
- Matt Conant como Muerte Mwauthzyx
- Andre Meadows como cliente de la tienda
- Howard Scott Warshaw como Él mismo
- Matt Brewer como El joven Zandor
- Nathan Barnatt como Keith Apicary
- Logan Grove como Bradley
- Kyle Justin como Guitarrista
- Mike Matei como Él mismo
- David Dastmalchian como Sargento L. J. Ng
- Pat Contri como Jugador decepcionado #1
- Malcolm Critchell como Chico británico
- Oso McCreary como Zombi
- Doug Walker como Él mismo
- Lloyd Kaufman como Él mismo
- Jason Janes como Nightmare Zombie / Patrono de la tienda de juegos
- Justin Carmical como Él mismo
- Amy Linsamouth como Soldado

## Desarrollo
James Rolfe había pasado gran parte de su vida aspirando a ser un cineasta profesional y vio en la popularidad de la serie web de AVGN la oportunidad de cumplir esta ambición. El desarrollo de la película comenzó a fines de 2006, luego de la popularidad de la serie web The Angry Video Game Nerd, con la finalización del guion en 2008. El diseñador de juegos de ET, Howard Scott Warshaw, insinuó en un artículo de la revista GamesTM que se interpretaría a sí mismo en la película. La producción de la película se retrasó durante varios años debido a la apretada agenda de producción de la serie web AVGN de Rolfe, en la que Rolfe filmaba continuamente dos episodios por mes.
El presupuesto de la película de más de $325,000 se aseguró en su totalidad a través de financiación colectiva en Internet, Indiegogo. La filmación en California comenzó el 1 de abril de 2012 y finalizó el 11 de mayo de 2012. Se estaban filmando escenas adicionales en el tiempo libre de los actores, principalmente en Filadelfia. La producción terminó oficialmente en diciembre de 2013.
Rolfe utilizó constantemente artículos y videos en línea para documentar el desarrollo de la película y solicitar talento para el reparto y el equipo. Se llevaron a cabo convocatorias de casting abiertas, incluida una organizada por Channel Awesome en Chicago, con audiciones en vivo realizadas por uno de los actores de la película, Doug Walker, también actor de Nostalgia Critic. Rolfe pidió a su base de fanes que proporcionara imágenes de cámara web ficticias de ellos mismos reaccionando a la serie web de Nerd para usar en una secuencia al comienzo de la película que presenta al personaje de Angry Video Game Nerd.
Utilizando la cámara Panasonic AG-AF100, James Rolfe optó por utilizar principalmente efectos especiales prácticos para las 942 tomas de efectos visuales de la película, creando la mayoría filmando miniaturas frente a una pantalla verde que luego se componían digitalmente en la película. Aunque este proceso requería más tiempo que el uso de CGI, Rolfe creía que el uso de modelos a escala ayudaría a aumentar la sensación de película B prevista para la película.
La revisión del juego que aparece en los créditos finales se publicó más tarde como un episodio independiente de la serie web The Angry Video Game Nerd, que presenta el juego con su título adecuado en lugar de la parodia "Eee Tee" utilizada en la película, que se utilizó para evitar disputas legales de los propietarios de los derechos de autor de la película en la que se basa el videojuego.

## Banda sonora
La partitura de la película fue compuesta por Bear McCreary, quien previamente había trabajado con Rolfe en la serie web especial de Navidad "How The Nerd Stole Christmas". McCreary utilizó música rock and roll, música heavy metal, una orquesta sinfónica y elementos sintetizados del hardware NES, SNES y SEGA Genesis para componer la partitura. El álbum presenta dos remixes de McCreary, así como dos canciones escritas por su hermano Brendan McCreary e interpretadas por su banda Young Beautiful in a Hurry. El álbum fue lanzado en iTunes Store el 2 de septiembre de 2014.
En una entrevista con BeardedGentlemenMusic, McCreary afirma: "A lo largo de los años, he creado todas estas muestras personalizadas que emulan los sonidos del hardware de NES. Siempre quise poder recrear esos sonidos que amo, pero realmente no tenía un lugar para ponerlos, ¿sabes? Entonces, cuando trabajé en esa película con James, no solo tuve la oportunidad de hacer una partitura cinematográfica, sino que también tuve un lugar para usar todos esos sonidos de mi juventud y escribir una partitura real pero usando los sonidos de los 8 bits. ¡Era de Nintendo, Sega Genesis y Super Nintendo! ¡Fue literalmente un sueño de la infancia hecho realidad! Estoy agradecido con James por esa oportunidad".
Toda la música fue compuesta por McCreary, excepto donde se indique lo contrario.

## Recepción
Angry Video Game Nerd: The Movie recibió críticas mixtas de los críticos. The Hollywood Reporter la calificó como una "película de culto demasiado larga y casi obsesivamente autoindulgente" y "aspirante a película de culto" con un valor de producción que "supera la calidad del video casero por algunas muescas admirables", y señaló que los "cineastas logran anclar hábilmente estos historias dispares a su trama central sobre los jugadores cruzados".
El periódico estudiantil Michigan Daily de la Universidad de Míchigan le dio a esta película una crítica mayoritariamente negativa, describiéndola como poco divertida, mal editada, con mal ritmo y demasiado larga. Esta reseña argumentó que la banda sonora de Bear McCreary era buena y el mejor aspecto de la película. El crítico señaló que The Angry Video Game Nerd era " el programa pionero de 'jugadores' de Internet", que había disfrutado mucho, por lo que la película fue un "fracaso decepcionante".
Kevin T. Rodríguez de iCritic le dio a la película una crítica positiva al tiempo que reconoció la falta de accesibilidad para los que no son fanáticos del personaje y escribió: "Sí, a veces es desigual. De hecho, yo diría que probablemente haya unos quince minutos de metraje aquí que podrían eliminarse de la película para mejorar el ritmo. Sospecho que las personas que ven esta película no tendrán los problemas que tendrían la mayoría de las personas que ven películas. Vive en su propia pequeña burbuja, extrayendo comedia de las fuentes más improbables y aceptando por completo la tontería de todo el asunto. Puede que Rolfe no sea el actor más versátil que he visto, pero está claro que ha creado un personaje memorable y ha dominado las expresiones faciales para lograr un gran efecto cómico".
Teen Ink escribió que la película estaba "entre las cosas más cómicas que se ofrecen, fusionando una ingenuidad de contacto físico con un lenguaje que podría despegar la pintura".

## Futuro
Si bien Rolfe no ha descartado por completo la posibilidad de una secuela, ha dicho que es muy poco probable debido a su falta de tiempo, ya que Angry Video Game Nerd: The Movie tardó varios años en completarse y preferiría centrarse en otra proyectos cinematográficos. Sin embargo, Rolfe afirmó que han tenido ideas, incluida una secuela centrada en los premios faltantes del concurso Atari Swordquest.